# Hårdrock

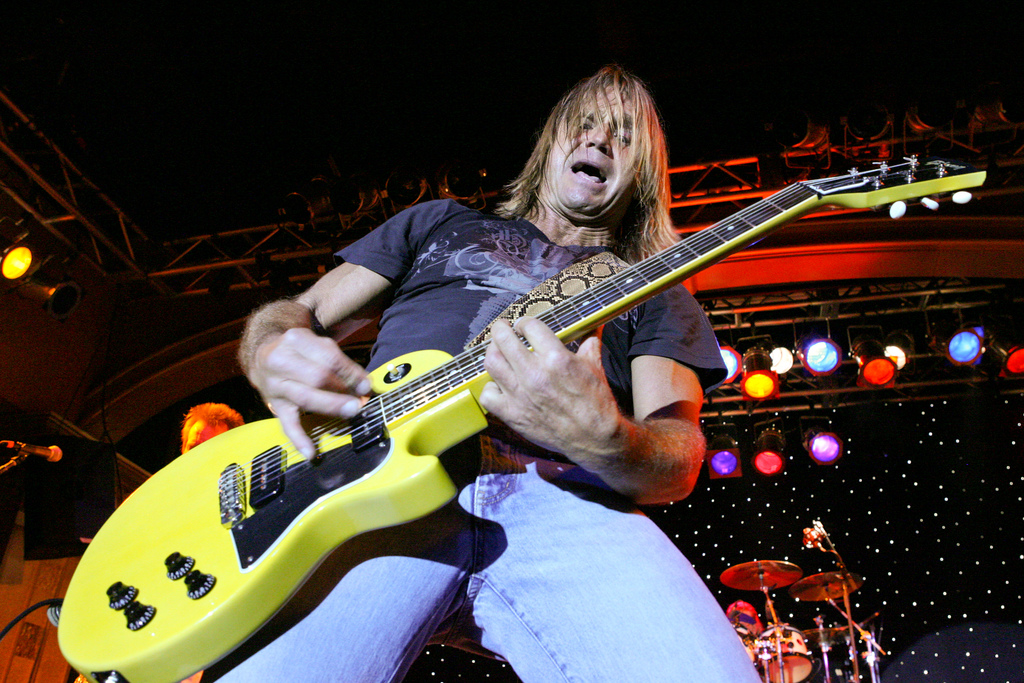
Charlie Huhn, sångare i Foghat, på scen i Leyard, Connecticut i USA, april 2007.

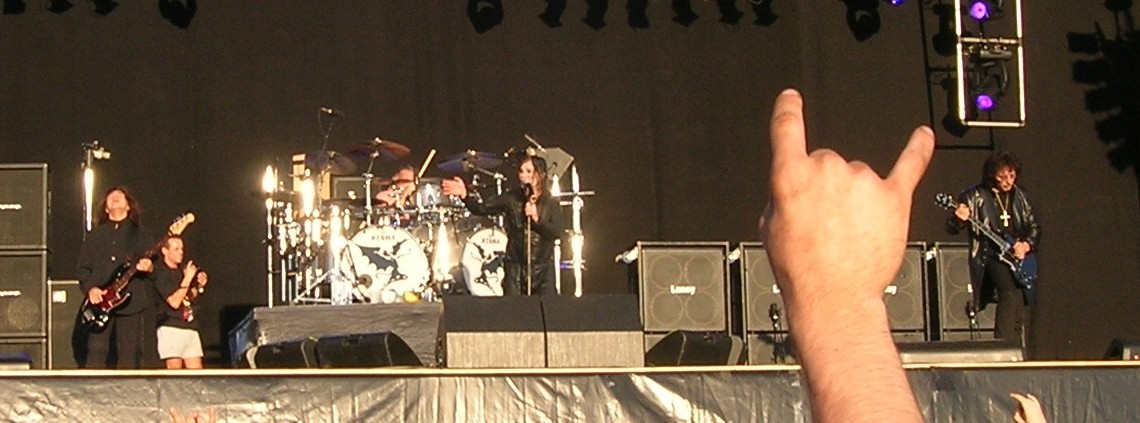
Det är vanligt på hårdrockskonserter att publiken gör handgesten corna, som här då Black Sabbath spelar i Nijmegen, juni 2005.

Hårdrock var i Sverige länge den enda samlingstermen för den hårda och tunga elgitarrdominerade rockmusik som utvecklades under inspiration av de mer högljudda rockgrupperna i slutet av 1960-talet och början av 1970-talet, och senare på engelska kom att kallas heavy metal (direktöversatt: "tungmetall"). Inspiratörerna var de grupper som spelade det som engelskspråkiga tidningar beskrev som hard rock (hård rock).
Hårdrock brukar användas för att beskriva grupper inom hard rock, heavy metal och dess subgenrer, både äldre och nyare, vilket har gjort det till ett omfattande begrepp. Till exempel kan hard rock-band som AC/DC, Kiss och Bon Jovi, tidiga heavy metal-band som Black Sabbath, Judas Priest, och Iron Maiden och senare, tyngre metalband som Metallica, Rammstein och Slipknot alla beskrivas som hårdrocksband. Andra hårda genrer som punk och grunge ingår i regel inte i hårdrocksbegreppet.

## Genrer

### Metal

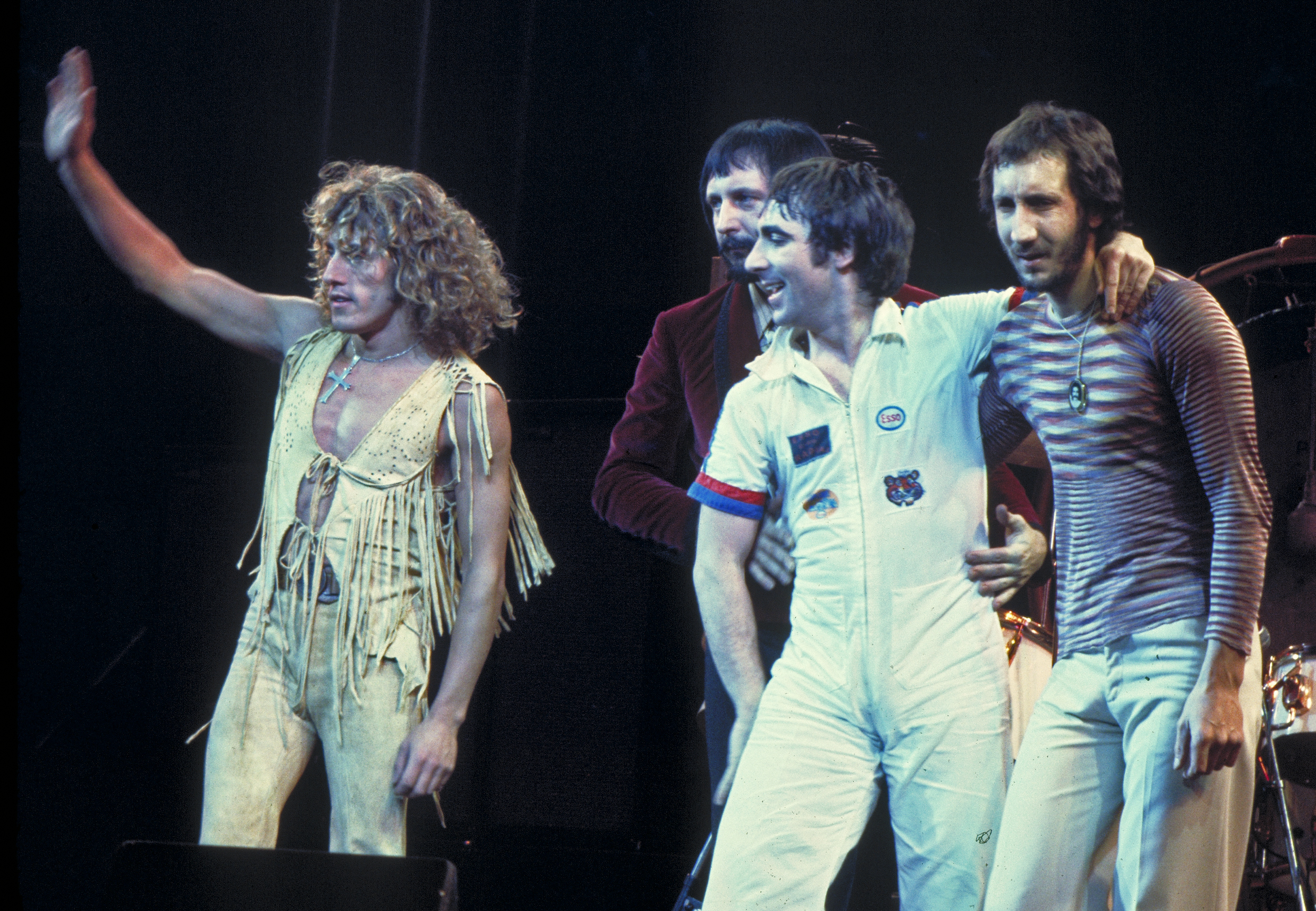
The Who på scen 1975.

Metal är en löst definierad subgenre inom rockmusik som uppstod under mitten av 1960-talet i samband med garagerock, psykedelisk rock och bluesrock. Genren kännetecknas av aggressiv sång, distade elgitarrer, elbas och trummor, ofta ackompanjerad av piano och keyboard.
Metal utvecklades till en allmän sorts populärmusik under 1970-talet, med band som Led Zeppelin, The Who, Deep Purple, Aerosmith, AC/DC och Van Halen. Under 1980-talet gick en del hard rock-band ifrån sina rötter mot poprock-hållet, medan andra började återvända till hard rock-soundet. Etablerade band gjorde en comeback under mitten av 1980-talet och det nådde en kommersiell topp under detta decennium, med glam metal-band som Bon Jovi och Def Leppard samt med det råare soundet hos Guns N' Roses, följt av stora framgångar under decenniets senare del. Hard rock började tappa popularitet under 1990-talet då grunge och britpop slog igenom.
Trots det anammade många postgrungeband ett hard rock-sound och under 2000-talet kom ett förnyat intresse hos etablerade band, försök att återskapa genren och nya hard rock-band som bildades ur garagerock- och postpunk revival-scenerna. På 2000-talet lyckades bara ett fåtal hard rock-band från 1970- och 1980-talen behålla stora framgångar.

### Heavy metal med subgenrer

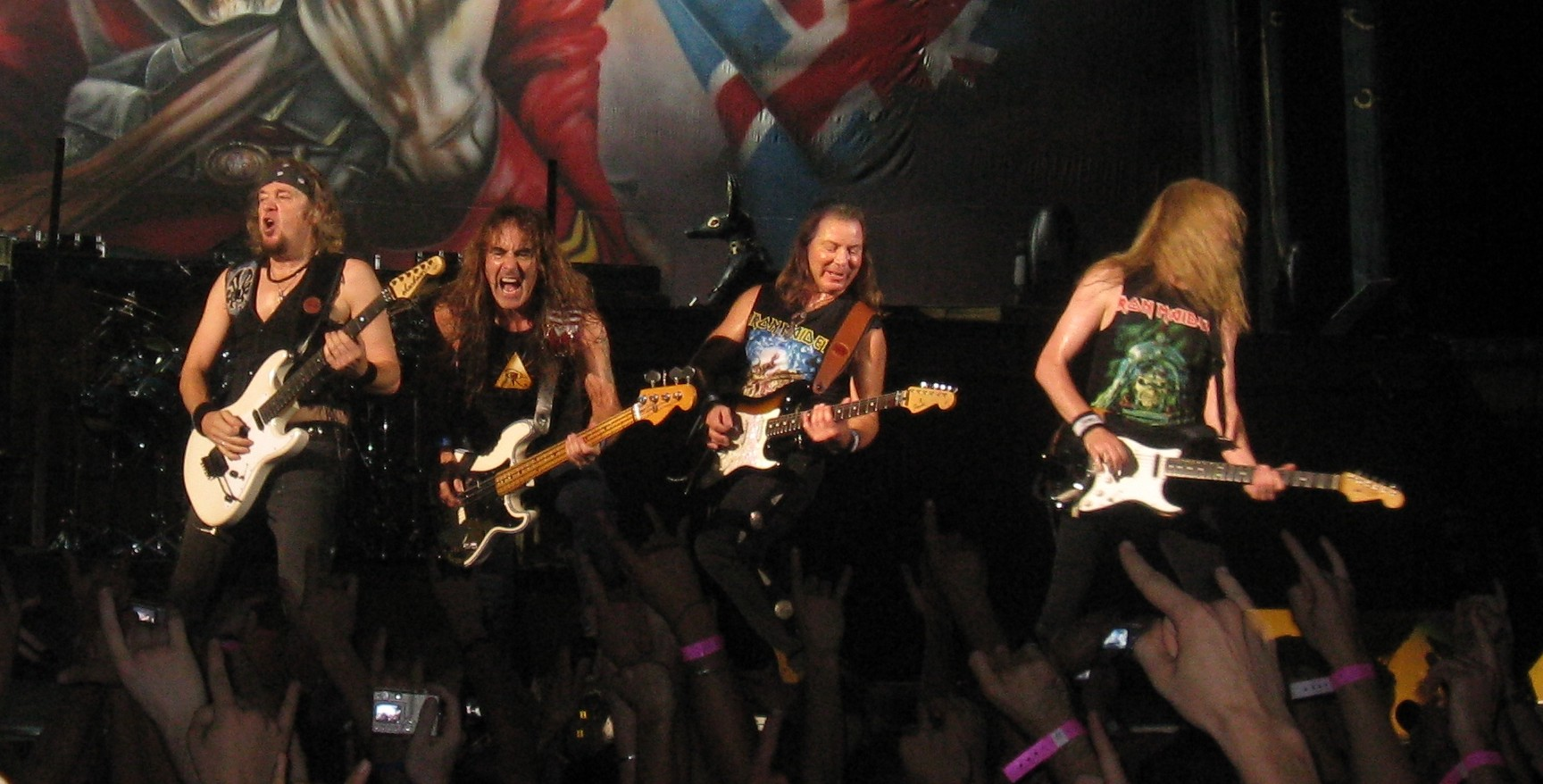
Iron Maiden live i Paris, juli 2008.

Heavy metal utvecklades från slutet av 1960-talet till början av 1970-talet, främst i Storbritannien och USA. Med rötter i bluesrock och psykedelisk rock utvecklade banden som skapade heavy metal ett tjockt, massivt sound, karaktäriserat av högt förstärkt distorsion, långa gitarrsolon och en generell högljuddhet. Genren förknippas ofta med maskulinitet, aggressivitet och machismo.
De första heavy metal-banden som Led Zeppelin, Black Sabbath och Deep Purple fick en stor publik fastän de ofta hånades av kritiker, en status som varit vanligt förekommande genom genrens historia. Under 1970-talets mitt bidrog Judas Priest till att utöka genren genom att slopa en stor del av dess bluesinfluens; Motörhead visade upp en punkorienterad stil och mer betoning på snabbhet. I slutet av 1970-talet följde band inom New Wave of British Heavy Metal som Iron Maiden och Saxon i en liknande väg. Innan decenniets slut hade heavy metal-fans blivit kända som hårdrockare eller "headbangers".
Under 1980-talet blev glam metal en kommersiell succé med grupper som Mötley Crüe och Poison. Ur undergroundscenerna uppstod en rad aggressivare stilar: thrash metal nådde mainstreampopularitet med band som Metallica, Megadeth, Slayer och Anthrax, medan andra extrema subgenrer såsom death metal och black metal förblivit subkulturella fenomen. Sedan mitten av 1990-talet har populära stilar vidgat genrens definition ytterligare. Några av dessa är groove metal (med band som Pantera) och nu metal (med band som Slipknot, Korn och Linkin Park), där den senare ofta blandar in element av grunge och hiphop.

## Subkultur
Hårdrockare kallas både de som är stora fans av hårdrock och heavy metal, och de som spelar och sjunger i hårdrocksgrupper.